# Gilbertiodendron splendidum
Espèce
Classification phylogénétique
Statut de conservation UICN

 VU A1c, B1+2c : Vulnérable
Gilbertiodendron splendidum est une espèce de plantes à fleurs de la famille des Fabacées et de la sous-famille des Caesalpinioidées. C'est un arbre poussant dans les forêts marécageuses de l'ouest africain. On le trouve dans les forêts côtières depuis la Sierra Leone jusqu'au Ghana. Il est menacé par la perte de son habitat.

## Synonyme
- Berlinia splendida